# كاذي
الكَاذِيّ (Pandanus) أو البندان أو بندانس (الاسم العلمي: Pandanus) هو جنس من النباتات يتبع الفصيلة الكاذية من رتبة الكاذيات. وهي أشجار وشجيرات مشابهة للنخيل، منفصلة الجنس، أصلها يرجع إلى استوائيات وشبه استوائيات العالم القديم.
وكان في السابق يستعمل لحاء الكاذي في الكتابة.

## نظرة عامة

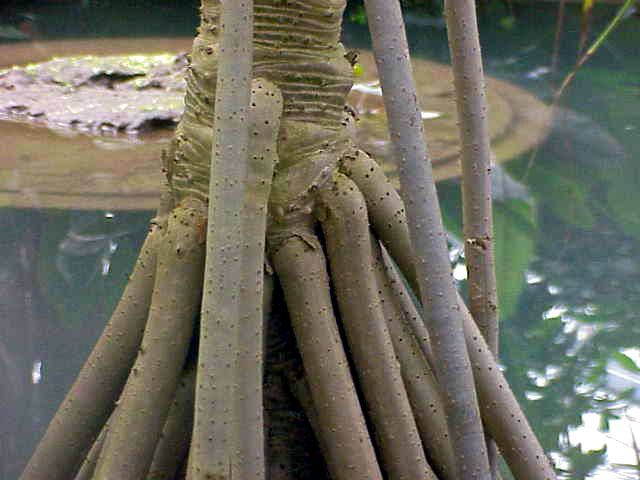
الجذور

يطلق عليها غالبًا نخيل البندانوس، هذه النباتات غير قريبة لأشجار النخيل. وتتكون الفصيلة النباتية Pandanaceae من ثلاثة أجناس، اسميًا السارارانجا (Sararanga) (نوعان)، الفريتشينيشا (Freycinetia) (175 نوع.)، والبندانوس (حوالي 600 نوع).
ويتراوح حجم الأنواع من الشجيرات الصغيرة بطول أقل من 1 متر (3.3 قدم)، إلى الأشجار متوسطة الحجم بطول 20 متر (66 قدم)، وتقليديًا بمظلة عريضة، وفاكهة ثقيلة، ومعدل نمو معتدل. والجذع سميك، عريض التفرع، ومحلق بالعديد من ندوب الأوراق. وعادة ما يكون لهم العديد من الجذور الداعمة السميكة قرب القاعدة، التي توفر الدعم أثناء نمو الشجرة الثقيلة للأعلى بالأوراق، والفاكهة، والأفرع. والأوراق حادة الشكل، تتراوح طولاً بين الأنواع من 30 سم إلى 2 متر، وعرضًا من 1.5 سم وصولاً إلى 10 سم.
وهي أشجار ثنائية الجنس، بإنتاج الزهور الذكرية والأنثوية على النباتات المختلفة. وأزهار الشجرة الذكرية تكون بطول 2 إلى 3 سم وعطرية، محاطة بقنابة بيضاء، ضيقة. وتنتج الشجرة الأنثوية أزهار بفاكهة دائرية وهي أيضًا محاطة بقنابة. والفاكهة كروية الشكل، بقطر 10–20 سنتيمتر، ولها العديد من المقاطع موشورة الشكل، مشابهة لفاكهة الأناناس. وتقليديًا، تتغير الفاكهة بنموها من الأخضر إلى البرتقالي الفاتح أو الأحمر. وفاكهة بعض الأنواع صالحة للأكل. وفاكهة البندانوس يأكلها الحيوانات، من ضمنها، الخفاش، الجرذان، السرطان، الفيل والورل، ولكن الغالبية العظمى من الأنواع تنتثر بشكل أساسي بفعل المياه.
وهي أشجار وشجيرات عديدة، شبيهة بالنخيل، ثنائية الجنس من استوائيات العالم القديم، تنمو من مستوى البحر إلى 3,300 متر. والجذور العرضية كبيرة، وعادة متفرعة؛ والقمم لها تاج من الأوراق الشائكة الضيقة. وهي شجيرات كبيرة أو أشجار صغيرة ذات أهمية ثقافية، صحية، واقتصادية في الأطلسي، ثانية في الأهمية فقط لجوز الهند على الجزر المرجانية. وينمون بريًا بشكل أساسي في المناطق العشبية شبه الطبيعية في البيئات الساحلية بطول الأطلسي الاستوائي وشبه الاستوائي، حيث يمكن لهم مقاومة الجفاف، والرياح العاتية، ورذاذ الملح. وتنتشر بصورة جاهزة من بذرة، ولكن تنتشر على نطاق واسع من قَطع الأفرع على يد السكان المحليين. وتنمو جيدًا وسريعًا والأنواع الثلاثة من الصنوبر البرغي موجودة بشكل شائع في جزر المالديف. والأنواع ذات الفاكهة الكبيرة والمتوسطة صالحة للأكل. البندانوس واحدة من أجناس الأشجار الأيقونية للساحل الشمالي الخاص بـنيوساوث ويلز.
وللأنواع النامية على الأراضي الرأسية للساحل المفتوح وبطوال الشواطئ 'جذور داعمة' سميكة كمراسٍ في الرمال اللينة وتنبثق تلك الجذور الداعمة من الساق، عادة بالقرب من ولكن فوق الأرض، الأمر الذي يساعد على بقاء النباتات مستقيمة للأعلى وثابتة في الأرض. وتقدر بعض أنواع أشجار البندانوس على النمو لطول 6 أمتار. ولها أوراق طويلة، رفيعة، خضراء فاتحة، تنمو في شكل لولبي على ساق النباتات. وبنمو النباتات، تتساقط الأوراق، مخلفة 'ندوب' على الساق. وفي بعض أنواع البندانوس، تكون الفاكهة شبيهة قليلاً بأناناس خشبي. وتتدلى من الأفرع، ويمكنها البقاء على الشجرة لأكثر من 12 شهرًا. والجنس عادة ما لا يكون له أفرع، ولكن العينات القديمة للغاية قد يكون لها أفرع. ويؤثر مظهرها الغريب على كل المسافرين الذين يجدوها. والجذع مغطى بلحاء ناعم، مرقش. وتشكل الجذور مخططًا هرميًا لحمل الجذع.
وبينما كل نخيل البندانوس موزعة في الجزر الاستوائية الأطلسية، فهم عديدون على الجزر السفلى، والجزر المرجانية القاحلة في بولينزيا وميكرونيسيا. وتنمو الشجرة وتنتشر من البراعم التي تتشكل بشكل عفوي في محاور الأوراق السفلى. ويمكن للفاكهة أن تطفو وتنتشر للجزر الأخرى دون مساعدة البشر. وتكيفت الأنواع الأخرى للبيئات الجبلية والغابات النهرية. والفاكهة هي حسلة.

## الزراعة والاستخدامات

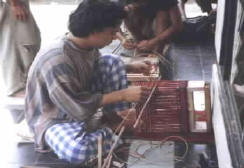
حياكة سعف الكاذيّ

الباندان يستخدم في الحرف اليدوية. يجمع الحرفيون أوراق البنادان من النباتات في البرية. وتقطع الأوراق اليافعة فقط حتي يتجدد النبات طبيعيًا. وتقطع الأوراق اليافعة لشرائح رفيعة وتحفظ للعمليات اللاحقة. ويتنج النساجون حصائر البنادان ذات الحجم المعياري أو يلفون الأوراق في حبال من البنادان للاستخدام في تصاميم أخرى. ويتبع هذا عملية التلوين، التي توضع فيها حصائر البنادان في براميل من الألوان التي أساسها المياه. وبعد الصبغ، تشكل الحصائر للمنتج النهائي، مثل حصائر الأماكن، أو صناديق المجوهرات. وقد تضاف اللمسات اللونية الأخيرة.
تستخدم أوراق البنادان (P. amaryllifolius) في مطبخ جنوب شرق آسيا لإضافة رائحة مميزة لأطباق الأرز والكاري مثل الناسي لمق، الكايا ('مربي') مواد حافظة، والحلويات مثل كعكة البنادان. وفي المطبخ الهندي، تضاف الأوراق كاملة إلى البرياني، نوع من باليف الأرز، المصنوع من الأرز العادي (على عكس ذلك المصنوع من الأرز البسمتي عالى الجودة). وأساس هذا الاستخدام هو أن كلا من البسمتي وأوراق البنادان يحتويان على نفس مكون النكهة العطرية، 2-اسيتيل-1-بيرولين. ويمكن أن تستخدم أوراق البنادان كمكملة للشوكولاتة في العديد من الأطباق، مثل الأيس كريم. المعروفين باسم daun pandan في الإندونسية وبلغة الملايو؛ 斑蘭 (bān lán) في بالمندرين وبشكل ใบเตย (bai teuy) في تايلاند. وعادة ما تقطع الأوراق الطازجة لشرائح، وتربط في عقدة لتسهيل النزع، وتوضع في سائل طهي، ومن ثم تنزع عند نهاية الطهي. ويمكن شراء الأوراق المجففة والمستخلص المعلب من بعض الأماكن.
الكويرا (Kewra) هو مستخلص مقطر من زهرة البنادانس، ويستخدم لإضافة نكهة على المشروبات والحلويات في المطبخ الهندي. وأيضًا، تستخدم الكويرا أو الكيوادا في العبادة الدينية، وتستخدم الأوراق لعمل زينات الشعر التي تُرتدى لرائحتها وللأغراض الزينية كذلك في الهند الغربية.

## الأنواع المختارة
- كاذي سقفي
- كاذي نافع
- كاذي تونكيني
- كاذي جبلي
- كاذي حلزوني
- كاذي خفي
- كاذي دوغلاسي
- كاذي سبخي
- كاذي شبه مخروطي
- كاذي صغير الثمار
- كاذي عالي
- كاذي غابوني
- كاذي متشعب
- كاذي مضلل
- كاذي منعزل
- كاذي هرمي
- كاذي إبري
- كاذي إسفيني
- كاذي إسفيني الشكل
- كاذي أرجواني داكن
- كاذي أسامي
- كاذي أسترالي
- كاذي أفقي
- كاذي أقطع
- كاذي أليف الجبال
- كاذي أليف الجريان
- كاذي أليف الرمال
- كاذي أليف الكالسيوم
- كاذي أنبوبي
- كاذي أندرسوني
- كاذي أنغولي
- كاذي بابوياني
- كاذي باسق
- كاذي بالنسي
- كاذي بحري
- كاذي براسي
- كاذي برييري
- كاذي بسيط
- كاذي بورمي
- كاذي بورنيوني
- كاذي بيضاوي
- كاذي بيكاري
- كاذي ثنائي الشقوق
- كاذي ثنائي الفلقات
- كاذي ثنائي القرون
- كاذي جاسئ
- كاذي جاف
- كاذي جداري
- كاذي جلدي
- كاذي جميل
- كاذي جناحي
- كاذي حسلي الثمار
- كاذي حلو
- كاذي حليمي
- كاذي خمري
- كاذي خيمي
- كاذي داخلي
- كاذي داكن الثمار
- كاذي ذنبي
- كاذي رفيع الثمار
- كاذي رقيق
- كاذي ريشنجيري
- كاذي رئدي
- كاذي ساموي
- كاذي سمبراني
- كاذي شاحب
- كاذي شبه أعزل
- كاذي شعري
- كاذي شوفالييري
- كاذي شويكي
- كاذي شيهمي
- كاذي صيني جنوبي
- كاذي طرفي
- كاذي عريض
- كاذي عشبي
- كاذي عمودي
- كاذي غشائي
- كاذي غوسويلري
- كاذي فلبيني
- كاذي فيتي
- كاذي قرمزي
- كاذي قصير الثمار
- كاذي قصير القرن
- كاذي قلبي
- كاذي قمي
- كاذي كابوسي
- كاذي كبير الأوراق
- كاذي كبير الثمار
- كاذي كثير الأزهار
- كاذي كستنائي
- كاذي كلسي
- كاذي كورزي
- كاذي كينابالي
- كاذي لاذع
- كاذي لامع
- كاذي لوزوني
- كاذي مائي
- كاذي متباعد
- كاذي متدلي
- كاذي متغاير الثمار
- كاذي مخروطي
- كاذي مرتفع
- كاذي مشقوق الثمار
- كاذي ملعقي
- كاذي منتشر
- كاذي منثني
- كاذي منطبق
- كاذي منقاري
- كاذي منقط
- كاذي ميريلي
- كاذي نبيل
- كاذي نصف كروي
- كاذي نقطي
- كاذي نيوكاليدني
- كاذي همبيرتي